# Arthur Purves Phayre

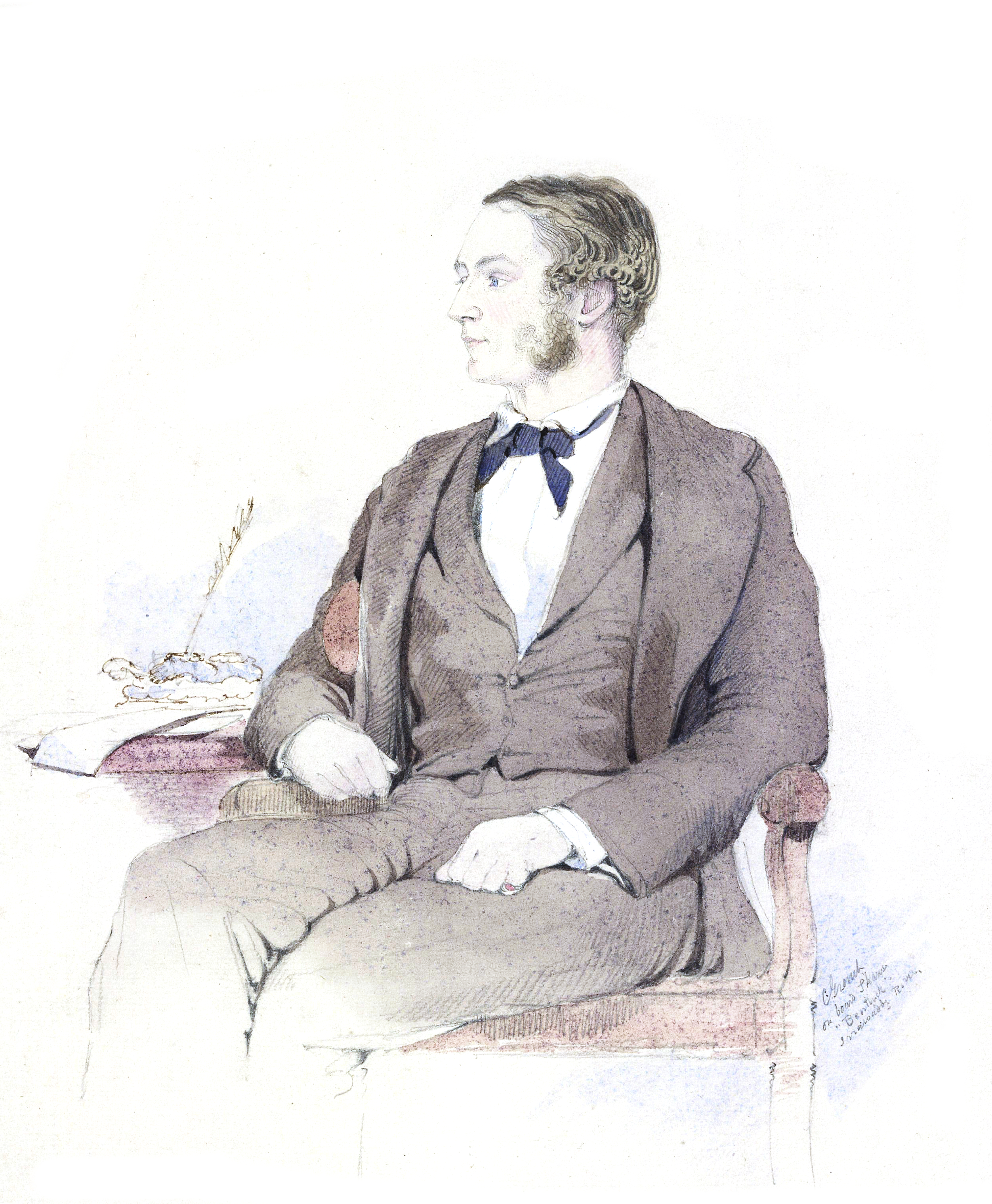
Arthur Purves Phayre

sir Arthur Purves Phayre, brittisk koloniadministrator och militär, född 7 maj 1812 i Shrewsbury, död 14 december 1885 i Bray invid Dublin, ingick i bengaliska armén 1828, blev 1846 assistent åt brittiske kommissarien i det från Burma erövrade Tenasserim och själv kommissarie i Arakan 1849 och i Pegu 1852. Phayre, som 1855 blev major och 1857 i diplomatiskt uppdrag sändes till burmesiska hovet, förvärvade under årens lopp en enastående noggrann kännedom om land, folk och språk i Burma. 
Han blev 1862 förste innehavare av den nyupprättade posten som guvernör (chief commissioner) över hela provinsen Brittiska Burma (Arakan, Irrawaddy, Pegu och Tenasserim) samt förestod med utmärkelse denna syssla till 1867. Phayre var 1874–1878 guvernör över Mauritius och blev 1877 generallöjtnant. Han skrev en värdefull History of Burma (1883). En staty över Phayre restes 1885 i Rangoon.